# West Allis
West Allis är en stad i Milwaukee County, Wisconsin, USA. Den ingår i Milwaukees storstadsområde. Invånarna uppgick år 2000 till 61 254 i antalet.

## Historia
Namnet kommer efter Edward P. Allis, som startade Allis-Chalmers Manufacturing Company under 1800-talet. Staden låg väster om Allis' plant. Ursprungligen kallades samhället "Honey Creek", vilket ändrades till "North Greenfield" under 1880-talet. 1902 inkorporerades samhället som "West Allis by", och blev "West Allis stad" 1906.

### Fotnoter
1. ↑  Allis-Chalmers Tractors Arkiverad 26 juni 2012 hämtat från the Wayback Machine.
2. ↑  West Allis History Arkiverad 21 juli 2013 hämtat från the Wayback Machine.